# فرانسوا باسيلي
فرانسوا باسيلي شاعر وصحفي مصري وُلد عام 1943 بحي شبرا في القاهرة، وهاجر إلى الولايات المتحدة الأمريكية في سبعينيات القرن العشرين.
كان والده القمص بولس باسيلي هو أول كاهن مسيحي يحظى بعضوية مجلس الشعب المصري عن طريق الانتخاب وليس التعيين في مصر.

## مسيرته المهنية
بدأ فرانسوا باسيلي كتابة الشعر في سن مبكرة منذ ستينيات القرن العشرين، ونشرت قصائده الأولى في عدة مجلات وصحف مصرية وعربية منها على سبيل المثال مجلة الهلال، ومجلة المجلة في مصر، ومجلة الآداب، ومجلة مواقف في لبنان.
تخرج فرانسوا باسيلي من كلية الهندسة بجامعة القاهرة، وعمل بأكاديمية البحث العلمي بمصر، قبل أن يهاجر إلى الولايات المتحدة الأمريكية في يناير عام 1970، حيث عمل مهندسا ثم مديرا للمشروعات بشركة بكتل، ثم ترأس شركة استشارية للتدريب والإدارة.
وفي الولايات المتحدة الأمريكية ساهم فرانسوا باسيلي في إحياء النشاط الثقافي والصحفي لمصريي المهجر الأمريكي فكان مديرا لتحرير جريدة مصر، وهي أول جريدة مصرية تصدر بالولايات المتحدة الأمريكية. كما كانت له اسهامات أخرى في عدد من الصحف المصرية في المهجر. نُشرت أشعار وكتابات الشاعر فرانسوا باسيلي في عدد من الصحف والمجلات والمواقع الإلكترونية المحلية والدولية مثل جريدة الاهرام المصرية، ومجلة الهلال، ومجلة المجلة، وجريدة الأهالي، ومجلة الآداب اللبنانية، ومجلة الموقف اللبانية، وموقع إيلاف، وموقع ميدل إيست أونلاين، وجريدة القدس العربي اللندنية.

## مؤلفاته
ألف فرانسوا باسيلي عدة دواوين شعرية تنوعت موضوعات قصائدها بين القصائد الوطنية والعاطفية، ومنها:
- تهليلات إيزيس: صدر عام 1998 عن مكتبة مدبولي للنشر والتوزيع بالقاهرة.
- تراتيل الهزائم الجميلة: نشر إلكترونيا عام 2010 على صفحات مجلة الكلمة الإلكترونية.[4]
- شمس القاهرة.. ثلوج نيويورك: صدر عام 2014 عن دار سندباد للنشر والتوزيع بالقاهرة.
- ليلة الملك الأخيرة في فراش شهرزاد: صدر عام 2017 عن الهيئة المصرية العامة للكتاب بالقاهرة.
- لوعة اللوتس: صدر عام 2018 عن الهيئة المصرية العامة للكتاب بالقاهرة.